# Hiéroglyphe égyptien G17
Pour les articles homonymes, voir Chouette (homonymie).

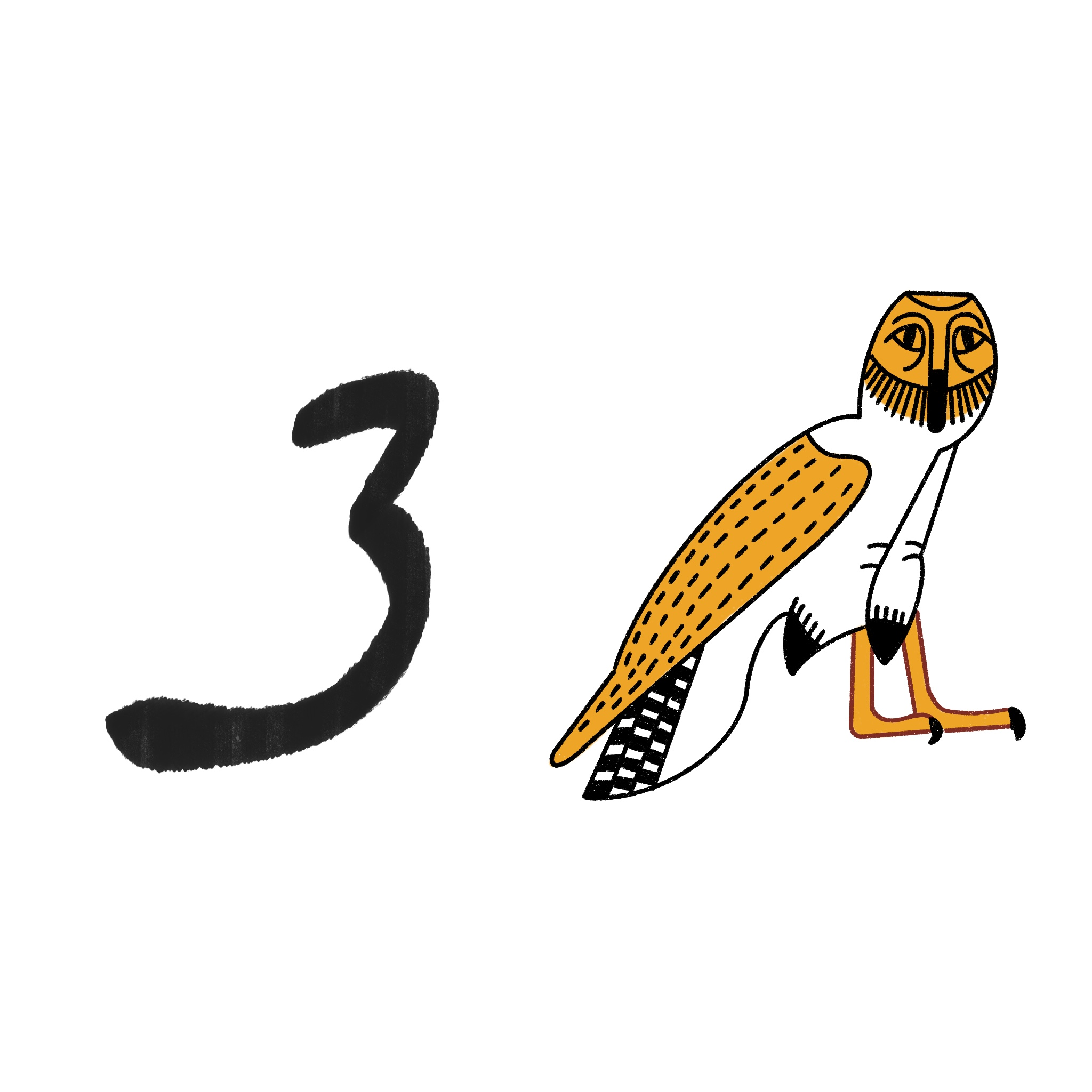
Version hiératique et hiéroglyphique

La chouette en hiéroglyphes égyptiens est classifiée dans la section G « Oiseaux » de la liste de Gardiner ; cet hiéroglyphe y est noté G17.

## Représentation
Il représente selon les époques ou les représentations une effraie des clochers (Tyto alba) ou bien un grand-duc du désert (Bubo ascalaphus, notamment en linéaire) de profil mais fait rare, regardant le lecteur soulignant la capacité de rotation de la tête de l'animal. Il est translittéré m.

## Utilisation
C'est un phonogramme unilitère de valeur m.
Voir le copte ⲙⲟⲩⲗⲁϫ « hibou, chouette »,.

## Exemples de mots
| G17 · D21 |

| G17 · D21 |

| M17 | G17 | M17 | M17 |

| M17 | G17 | M17 | M17 |

| D36 | G17 | G17 | H8 |

| D36 | G17 | G17 | H8 |